# Никарагуанский гракл
Никарагуанский гракл (Quiscalus nicaraguensis) — вид воробьинообразных птиц из семейства трупиаловых. Обитают только в Никарагуа и в северной части Коста-Рики. Популяция сосредоточена вблизи озёр Никарагуа и Манагуа, хотя ареал несколько расширился из-за сведения лесов человеком.

## Описание
Птица средних размеров с длинным хвостом и относительно длинными клювом и ногами. Последние чёрного цвета, глаза же бледно-жёлтые. Длина самцов около 31 см, самок 25 см. Оперение самцов полностью чёрное, глянцевое. Самки коричневые с бледными «бровями» (суперциллумом).